# Cantone di Froissy
Il Cantone di Froissy era una divisione amministrativa dell'arrondissement di Clermont.
È stato soppresso a seguito della riforma complessiva dei cantoni del 2014, che è entrata in vigore con le elezioni dipartimentali del 2015.
Comprendeva i comuni di:
- Abbeville-Saint-Lucien
- Bucamps
- Campremy
- Froissy
- Hardivillers
- Maisoncelle-Tuilerie
- Montreuil-sur-Brêche
- La Neuville-Saint-Pierre
- Noirémont
- Noyers-Saint-Martin
- Oursel-Maison
- Puits-la-Vallée
- Le Quesnel-Aubry
- Reuil-sur-Brêche
- Saint-André-Farivillers
- Sainte-Eusoye
- Thieux